# 宣涿怀联合县
宣涿怀联合县，中国旧县名。
北岳平西抗日根据地及解放区设。1938年由察哈尔省宣化、涿鹿、怀安三县（今属河北省）析置。以三县首字为名。治谢家堡。不久失陷。1943年重建怀涿联合县。1946年撤销。1947年夏在宣化东南部复置，1948年再撤。 